# ابن مقانا
ابن مقانا واسمه الكامل أبو زيد عبد الرحمن بن مقانا وُلد في القرن الحادي عشر في القبذاق في مقاطعة كَشكَيش في البرتغال، كان شاعراً عربياً برتغالياً من شبه الجزيرة الإيبيرية.

## عنه
«هو أبو زيد عبد الرحمن بن مقانا، من قرية القبذاق من قرى أشبونة (لشبونة الحالية بالبرتغال) ولسنا نعرف شيئا عن نشأته وهل ثقف الآداب العربية في أشبونة وحدها أو أنه اختلف إلى الأدباء والعلماء في مدن سواها. ونلتقى به في أوائل عصر أمراء الطوائف مترددا على سرقسطة لمديح أميرها منذر بن يحيى التّجيبى المتوفى سنة ٤٣٠ وعلى دانية لمديح أميرها مجاهد المتوفى سنة ٤٣٦ ويذكر ابن بسام أنه «جال أقطار الأندلس على رؤساء الجزيرة». وأهم من مدحهم من هؤلاء الرؤساء أو الأمراء وأسبغوا عليه نوالهم إدريس بن يحيى بن على بن حمود الحسنى أمير مالقة الذى خلف أباه عليها سنة ٤٢٧ وظل بها حتى سنة ٤٤٧. ورأى ابن مقانا حين أصبح شيخا أن يكفّ عن تطوافه بأمراء الجزيرة وأن يعود إلى قريته وأن يمضى فيها بقية حياته معنيّا بضيعة له فيها وما تحتاج إليه من حرث وزرع وغرس. ولا يعرف بالضبط تاريخ وفاته.»